# Cassida limpopoana
Cassida limpopoana es una especie de  coleóptero de la familia Chrysomelidae.
Fue descrita científicamente en 2001 por Borowiec & Swietojanska.